# (35325) Claudiaguarnieri
(35325) Claudiaguarnieri est un astéroïde de la ceinture principale.

## Description
(35325) Claudiaguarnieri est un astéroïde de la ceinture principale. Il fut découvert le 7 mars 1997 à Bologne par l'observatoire San Vittore. Il présente une orbite caractérisée par un demi-grand axe de 3,23 UA, une excentricité de 0,16 et une inclinaison de 1,2° par rapport à l'écliptique.

## Compléments